# Harry Alexander Rigby
Harry Alexander Rigby, avstralski častnik, vojaški pilot in letalski as, * 2. november 1896, Melbourne, † 4. november 1972, Camberwell, Victoria, Melbourne. 	
Stotnik Rigby je v svoji vojaški karieri dosegel 6 zračnih zmag.

## Življenjepis
Rigby je bil 22. maja 1916 dodeljen Kraljevemu letalskemu korpusu. 1. avgusta se je pridružil 40. eskadrilji, vendar jo je moral zaradi bolezni zapustiti že mesec dni pozneje. 2. februarja 1918 je postal član 1. eksadrilje in kmalu zatem napredoval do čina stotnika. Z letalom Royal Aircraft Factory S.E.5A je 13. marca 1918 dosegel svojo prvo zmago, v naslednjih dveh mesecih pa še pet, poslednjo 11. maja.

## Odlikovanja
- Military Cross (MC)